# Morgol
 Morgol est un îlot faisant partie de l’archipel de Molène, en mer d'Iroise, sur le territoire de la commune du Conquet.

## Géographie
Cet îlot mesure 140 mètres de longueur et 60 mètres dans sa plus grande largeur. Proche de l'île de Litiry et de l'île de Quéménès, il est situé immédiatement à l'est du rocher du Crommic, dont la forme et l'altitude font un repère commode dans l'archipel. L'îlot est propriété de l'État et son accès est désormais interdit toute l'année.
Relativement difficile d'accès, l'îlot est toutefois apprécié par les plaisanciers pour la clarté de ses eaux et pour son sable blanc. Il est resté inhabité en raison de sa petite taille.